# 이태수 (시인)
이태수(李太洙, 1947년 5월 12일 ~ )은 대한민국의 시인이다. 종교는 천주교이며, 세례명은 아길로이다.
경상북도 의성군에서 출생하였고, 영남대 철학과, 대구대 대학원 국문과를 졸업했다. 1974년 《현대문학》에 시 '물소리' 등이 추천되어 문단에 등단했다. 주로 만남·기다림·사랑·아픔 등의 서정성을 바탕에 깔고  초월을 명제로 절실한 삶의 문제들을 그려내고 있다.
시집 <은파>, <먼 여로>, <유리벽 안팎>, <나를 찾아가다>, 담박하게 정갈하게>, <꿈꾸는 나라로>, <유리창 이쪽>, <내가 나에게, <거울이 나르 본다>, <따뜻한 적막>, <침묵의 결>, <침묵의 푸른 이랑>, <화화나무 그늘> 등 22권과 시선집 <먼 불빛>, <잠깐 꾸눈 꿈같이>, <유등 연지>(육필시집) 등을 냈으며. 문학평론집 <대구 현대시의 지형도>, <여성시의 표정>, <성찰과 동경>, <응시와 관조>, <현실과 초월>, <예지와 관용> 등 6권을 냈다. 
한국시인협회상, 한국가톨릭문학상, 상화시인상, 천상병시문학상, 동서문학상, 대구시문화상, 대구예술대상. 예술가곡대상 등을 수상했으며, 매일신문 논설주간, 대구한의대 겸임교수, 대구시인협회 회장, 대구예술가곡회 회장, 한국신문방송편집위원회 부회장 등을 지냈다. 